# Mauser Modelo 1893
El Mauser Modelo 1893 es un fusil de cerrojo comúnmente conocido como Mauser español, aunque el modelo fue adoptado por otros países en otros calibres, sobre todo el Imperio Otomano. El M1893 se basó en el fusil experimental M1892, que Paul Mauser desarrolló para el Ejército español como parte de un programa para corregir deficiencias en las series anteriores de fusiles Mauser de 1889, 1890 y 1891. El M1893 introdujo un depósito interno fijo de columna escalonada corta que encajaba al ras con la parte inferior del guardamanos; el depósito contenía cinco cartuchos 7 x 57 Mauser sin humo, que podían recargarse rápidamente presionando un peine desde la parte superior del cerrojo abierto.
El M1893 se desarrolló en varias variantes, incluida una carabina acortada adoptada por los españoles como M1895, y como fusiles cortos M1913 y M1916. Todas las versiones del fusil vieron un extenso servicio en el ejército español, comenzando en la Guerra hispano-estadounidense en 1898, la revolución mexicana de 1910, la guerra del Rif de 1920-1927 y la Guerra Civil Española de 1936-1939. Los fusiles cortos M1916 permanecieron en producción en España hasta 1951, y muchos de estos fusiles posteriores fueron recalibrados para disparar los cartuchos 7,92 x 57 Mauser o 7,62 x 51 OTAN, incluidos algunos que se modificaron ampliamente como el FR7. Los fusiles recalibrados se utilizaron para entrenamiento y para la Guardia Civil durante la década de 1950. En el servicio otomano, los fusiles M1893 tuvieron una acción limitada durante la guerra greco-turca de 1897, las guerras de los Balcanes de 1912-1913 y la Primera Guerra Mundial en 1914-1918.
El M1893 demostró ser un gran éxito para Mauser, ya que proporcionó la base para desarrollos posteriores, incluidos los modelos 1894 y 1896, comúnmente conocidos como Mauser sueco, el modelo 1895 y, en última instancia, el Gewehr 98, uno de los diseños de fusil de cerrojo de mayor éxito jamás producidos. Por su trabajo, Mauser recibió la Gran Cruz de la Orden del Mérito Militar de España. La marcada superioridad del M1893 sobre su oponente estadounidense en la guerra hispano-estadounidense, el Krag-Jørgensen, llevó al Ejército de los Estados Unidos a desarrollar el Springfield M1903, que a su vez copiaba en gran medida los diseños del Mauser.

## Desarrollo
En 1887, el ejército español comenzó a probar los fusiles turcos Mauser modelo 1887, que utilizaban cartuchos de pólvora negra. Estos fusiles no satisfacían al Ejército español, por lo que el 2 de diciembre de 1891, el Ejército encargó 1.200 Mauser Modelo 1891 que utilizaban nuevos cartuchos de pólvora sin humo. El ímpetu para el cambio fue una serie de derrotas de las fuerzas españolas alrededor del enclave de Melilla en el norte de África. Las pruebas con estas armas proporcionaron una serie de sugerencias de mejora para Mauser; además de las experiencias españolas, en ese momento, las series de 1889, 1890 y 1891 de los fusiles Mauser habían estado en servicio con varios ejércitos el tiempo suficiente para resaltar las deficiencias en los diseños. Entre los problemas que se habían identificado se encontraba un extractor poco fiable, un cargador desmontable que con frecuencia se perdía y se extendía por debajo del fondo del guardamanos, lo que causaba problemas para llevar el fusil colgado. La guía del peine y los propios peines tampoco eran fiables y el diseño del cerrojo permitía que el fusil introdujese dos cartuchos en la recámara. Como resultado, Paul Mauser decidió diseñar un nuevo fusil que corregiría los problemas con los fusiles anteriores y permitiría a la compañía obtener más contratos de armas.

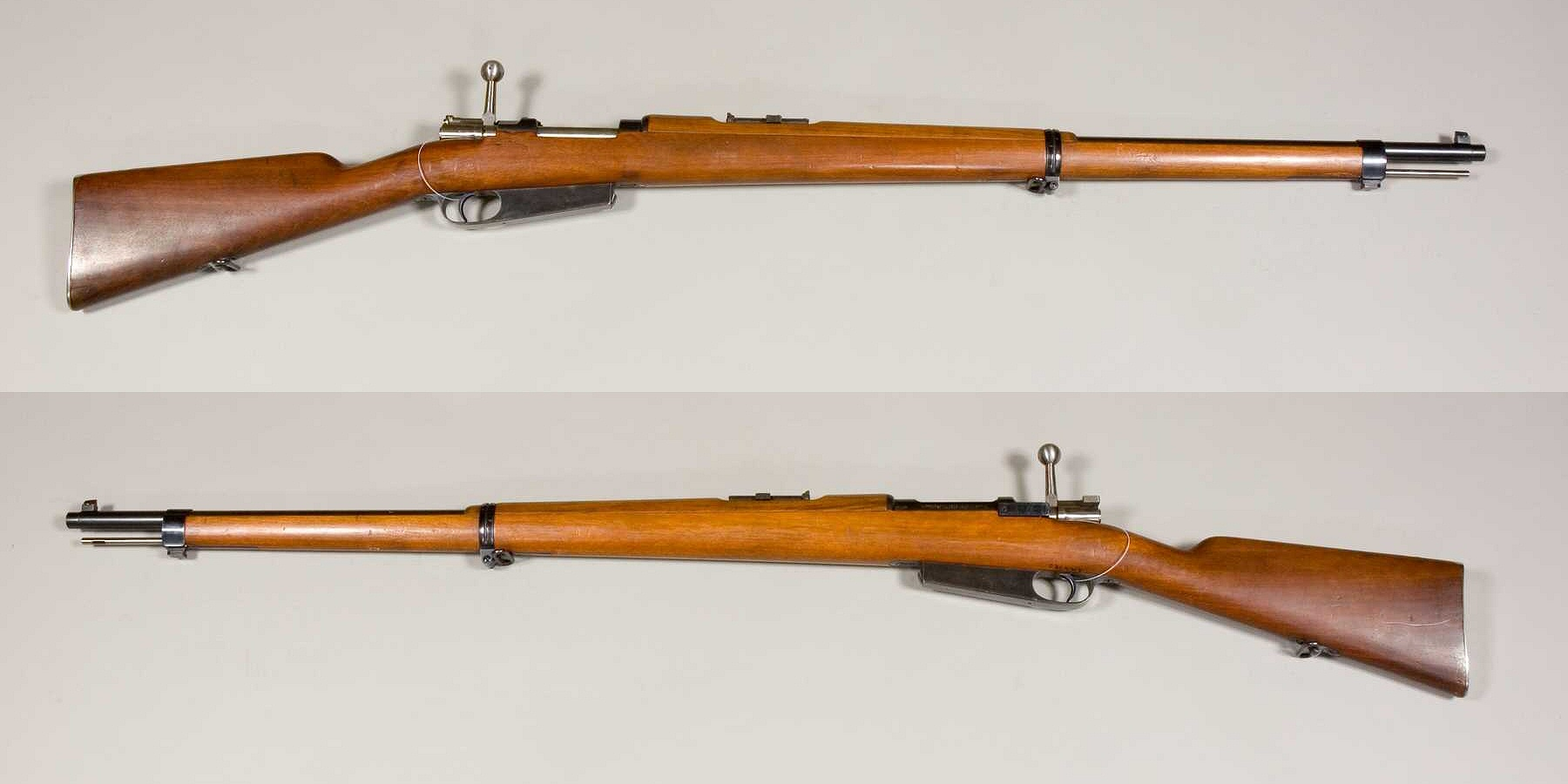
El Mauser M1892 del Museo del Ejército Sueco.

El trabajo de diseño de Mauser produjo el Modelo 1892, un diseño de transición que se fabricó en cantidades limitadas para el Ejército español. Entre 5.000 y 8.000 de los fusiles se fabricaron para España. Al mismo tiempo, Mauser desarrolló el cartucho 7 x 57 Mauser para el Ejército español, que lo adoptó al año siguiente para los fusiles M1892. El fusil M1892 introdujo una serie de innovaciones para remediar los problemas de los fusiles anteriores, inclusive la gran uña extractora no giratoria en el cerrojo, que evitaba la doble alimentación. El depósito y el guardamonte se mecanizaron como una sola pieza, evitando que el depósito se retirara y se perdiera, aunque este seguía siendo un diseño monohilera que se extendía por debajo del fondo del guardamanos. Se mejoraron los peines y las guías de los mismos para facilitar su uso. Se hicieron otros cambios internos para simplificar la acción y aumentar su confiabilidad y seguridad, incluyendo alteraciones en el fiador para evitar que suelte el percutor si el cerrojo no estaba completamente cerrado.
España hizo un pedido de 20.000 fusiles M1892 el 21 de julio de 1893, con otros 10.000 añadidos el 27 de agosto, pero el diseño condujo rápidamente a una versión mejorada, el Modelo 1893, que reemplazó a los M1892 pedidos. La nueva versión incorporó un depósito de 5 cartuchos escalonado que no se extendía por debajo del fondo del guardamanos. Esta fue la primera vez que un fusil Mauser incluía un depósito interno. Aparte de un cajón de mecanismos rediseñado para adaptarse al cargador más ancho, la acción del M1893 era esencialmente idéntica a la del M1892. El ejército español adoptó el M1893 el 7 de diciembre de 1893. Por su trabajo en el desarrollo de un fusil tan eficaz, Mauser recibió la Gran Cruz de la Orden del Mérito Militar del gobierno español.

## Descripción
El M1893 se fabricó en dos variantes para España, un fusil estándar con un cañón de 738 mm (29,06 pulgadas) y una carabina corta con un cañón de 552 mm (21,75 pulgadas). Según el historiador John Walter, sin embargo, la versión corta podría haber sido solo un diseño experimental. Ambas variantes estaban calibradas para el cartucho de 7 mm desarrollado por Mauser, y el ánima del cañón tenía 4 estrías dextrógiras. La tasa de rotación del estriado era de 1 revolución en 220 mm (8,68 pulgadas). La bala de 7 mm era disparada a una velocidad inicial de 710 m/s (2,330 pies/segundo) desde el cañón estándar de un fusil. El fusil pesaba 4 kg (8,8 libras),[6] mientras que la carabina pesaba alrededor de 3,8 kg (8,3 libras). Otra variante, construida para el Ejército otomano, tenía el mismo cañón de 29,06 pulgadas que el fusil español, pero estaba calibrada para el cartucho 7,65 x 54, un poco más grande. La variante otomana pesaba alrededor de 4,1 kg (9 libras).
El cajón de mecanismos de todas las versiones del fusil y el cerrojo macizo eran de acero forjado. Los cajones de mecanismos tenían guías para peine fresadas en el puente para una mayor confiabilidad, aunque los fusiles también se podían cargar individualmente. La mayoría de los cerrojos presentaban un mango recto con una perilla de agarre redondeada, aunque los fusiles cortos estaban equipados con cerrojos que tenían las manijas dobladas hacia abajo. Como era estándar para los fusiles Mauser, el M1893 se configuró con un seguro de tres posiciones que bloqueaba el cerrojo o permitía operar el cerrojo pero con el percutor desactivado, además de disparar. El seguro solo podía aplicarse mientras la acción estaba amartillada. El cerrojo se amartillaba al cerrarse y era fijado con un par de tetones de acerrojado delanteros; a diferencia de los diseños posteriores de Mauser, no incluía un tercer tetón de acerrojado trasero, que se introdujo con el Mauser Modelo 1895. Como resultado, el cerrojo no era tan fuerte como los diseños posteriores. El depósito del M1893 incluía un tope de cerrojo, lo que impedía que el cerrojo se cerrara en un cargador vacío, lo que indicaba al soldado que el fusil estaba vacío. Para cerrar el cerrojo con un cargador vacío, la teja elevadora debía ser presionada para despejar el tope del cerrojo.
Los mecanismos de puntería incluían un alza tangencial con muesca en V, que estaba graduada de 400 metros (1300 pies) a 2000 m (6600 pies). Los fusiles posteriores, fabricados a partir de mayo de 1906 en adelante, recibieron un alza modernizada, y en 1913 se adoptó una tercera versión del alza después de adoptar un cartucho de 7 mm mejorado, que tenía una velocidad de salida significativamente mayor de 850 m/s (2790 pies/segundo). El cajón de mecanismos estaba equipado con una culata de madera con un mango recto. El guardamanos estaba unido al cañón con dos abrazaderas, la más adelantada de las cuales también incluía un riel para bayoneta en la variante de fusil, mientras que la carabina corta no recibió el riel de bayoneta. Cada fusil se entregó con una espada-bayoneta M1893.

### Derivados
En 1894, Mauser diseñó una nueva versión del fusil, denominado Mauser Modelo 1894 y calibrado para el cartucho 6,5 x 55 mm, para el Ejército sueco. Otras alteraciones del diseño básico del M1893 produjeron el Modelo 1895, que era de calibre 7 mm y se vendió en grandes cantidades a países de América Central y del Sur, incluidos Chile, El Salvador, Honduras, Uruguay y México. El M1895 también se vendió a China, Luxemburgo y Persia. España también adquirió una variante del M1895 que era esencialmente idéntica a la serie M1893 con la excepción de su cañón de 440 mm (17,5 pulgadas).
El diseño se refinó aún más en el Modelo 1896, que se vendió a Suecia y las Repúblicas bóeres, este último se puso en uso muy eficaz durante la segunda guerra bóer de 1899-1902. La acción Mauser se refinó aún más en 1898 con la versión que fue adoptada en Alemania como el Gewehr 98, que resultó ser el más influyente de todos los fusiles de cerrojo de su tiempo, lo que llevó a varios fusiles militares como el Kar 98k alemán, el ZB vz. 24 checo y la serie yugoslava M24. La acción del 98 todavía se copia en diseños modernos de fusiles de caza comerciales.

## Historia

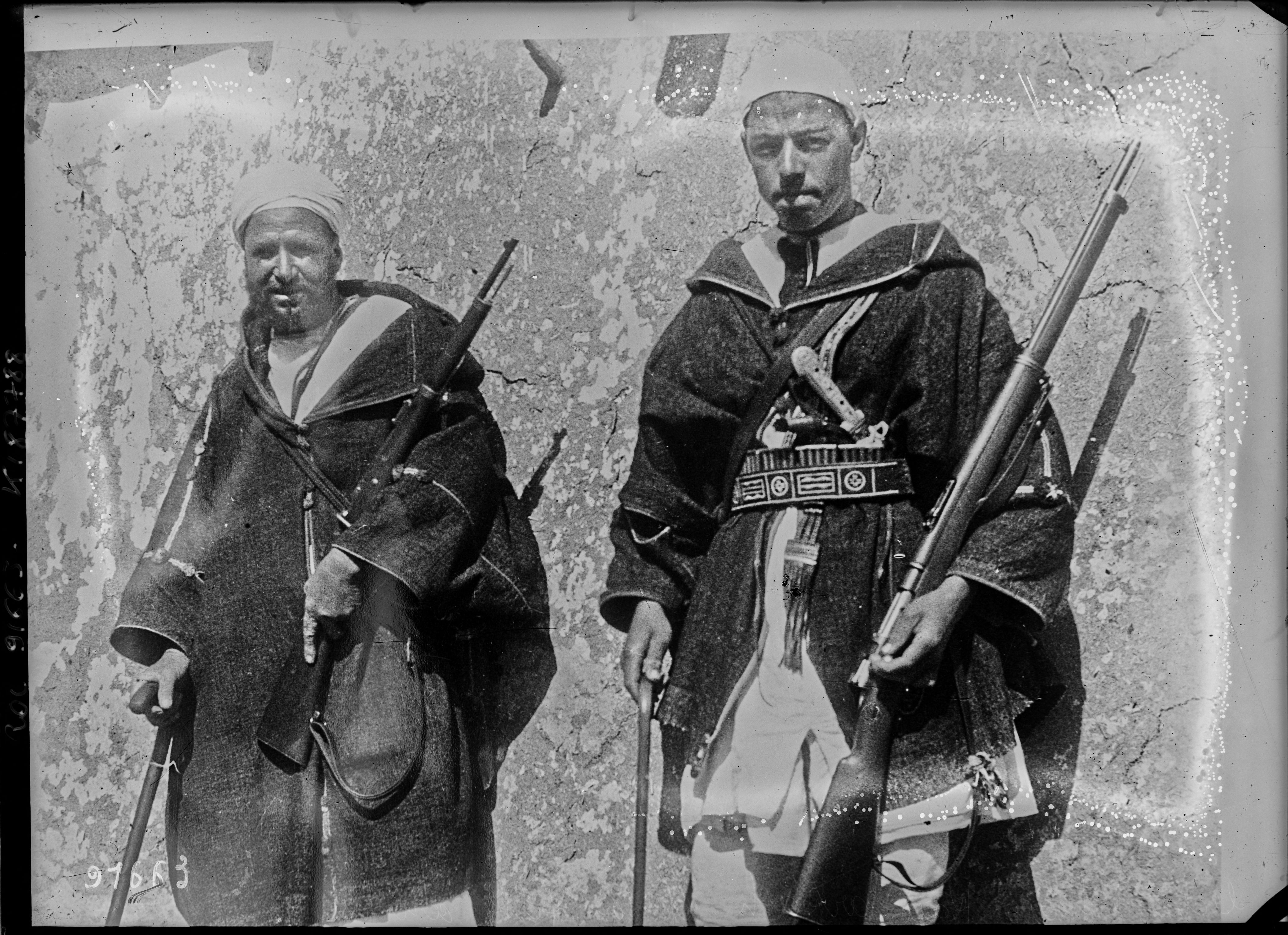
Bereberes portando fusiles capturados, incluido un M1893 y una carabina francesa Berthier.

Además de Mauser, los fusiles españoles M1893 fueron fabricados bajo licencia por una variedad de otras firmas, entre ellas Ludwig Loewe & Company (y su sucesora, Deutsche Waffen und Munitionsfabriken) de Alemania, Fabrique Nationale de Bélgica y Fábrica de Armas e Industrias de Guerra de Cataluña de España. Un total de 206,830 fusiles fueron fabricados en Alemania para España en 1899, y de 1896 a 1943, los arsenales españoles fabricaron más de 2 millones de fusiles, incluidas todas las variantes. En el transcurso de la producción española del Mauser, la Fábrica de Armas fabricó unos 500.000 fusiles M1893 en su fábrica de Oviedo, junto con 850.000 M1895 y 325.000 de los modernizados fusiles Modelo 1916.

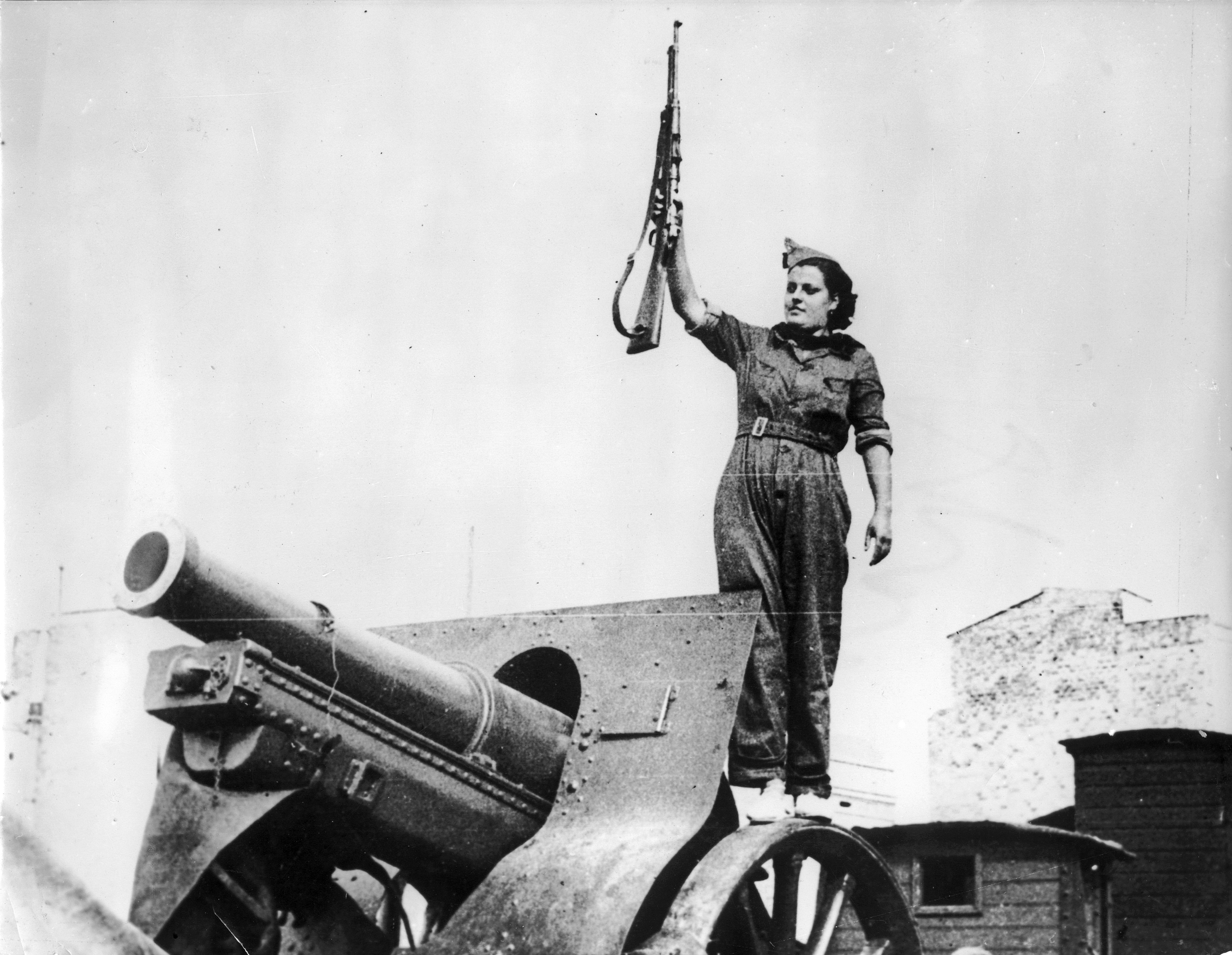
Una combatiente durante la Guerra Civil Española sosteniendo un fusil corto Modelo 1916, un derivado del fusil Modelo 1893.

El Mauser Modelo 1893 fue utilizado por el Ejército español en Cuba contra las los insurrectos cubanos y las fuerzas de Estados Unidos, y en Filipinas contra el Ejército revolucionario filipino y las fuerzas estadounidenses durante la guerra hispano-estadounidense en 1898. Se ganó una reputación letal en particular a partir de la batalla de las colinas de San Juan, donde solo 750 soldados españoles retrasaron significativamente el avance de 8.500 soldados estadounidenses armados con una combinación de fusiles de cerrojo Krag-Jørgensen de .30-40 Krag y fusiles monotiro de retrocarga Springfield Modelo 1873 (Trapdoor Springfield) más antiguos, causando 1.400 bajas estadounidenses. El uso de pólvora sin humo dio a los españoles una gran ventaja sobre el fusil Springfield monotiro con cartucho de pólvora negra que se suministró a muchas tropas de los Estados Unidos. El cartucho de 7 mm del Mauser tenía una mayor velocidad de unos 91 m/s (300 pies/s) y una trayectoria resultante más plana sobre el cartucho .30 Army utilizado en el fusil Krag-Jørgensen. Esto amplió el alcance efectivo del fuego defensivo español. Además, la velocidad más alta le dio al Mauser de 7 mm una capacidad de penetración significativamente mayor que el .30-40. El sistema de depósito alimentado mediante peine del M1893 permitió a los españoles recargar mucho más rápido de lo que podía hacerse con el Krag, en cuyo depósito tenía que introducirse un cartucho a la vez. Se formó una junta de investigación del Ejército de los Estados Unidos como resultado directo de esta batalla. Recomendaron reemplazar al Krag. Para 1903, las autoridades estadounidenses habían adoptado el Springfield M1903, que copiaba los sistemas de cerrojo y cargador del Mauser 98, junto con un cartucho de calibre 7,62 mm (.30) de mayor velocidad, el .30-03 (que más tarde fue reemplazado por el más potente .30-06 Springfield).
España permaneció neutral durante la Primera Guerra Mundial, pero los Mauser Modelo 1893 vieron un amplio servicio tanto con las tropas regulares como con la Legión española durante la guerra del Rif de 1920-1927 contra los rebeldes marroquíes. Los fusiles todavía estaban en servicio durante la Guerra Civil Española de 1936-1939 en ambos bandos del conflicto. Muchos de los fusiles Modelo 1893 se modernizaron durante la guerra. Los Mauser de calibre 7 mm fueron reemplazados en el servicio español en 1943 por el M43 español, un derivado del Karabiner 98k alemán, que disparaba el cartucho 7,92 x 57 Mauser más potente, aunque las versiones M1893 y M1916 de los fusiles permanecieron en servicio en varias unidades hasta la década de 1950. Seguían siendo el fusil estándar de algunas unidades españolas durante la Guerra de Ifni, este fusil siendo también utilizado por sus oponentes del Ejército de Liberación marroquí. Algunos de los fusiles M1916 se modernizaron en la década de 1950 y sirvieron incluso más tiempo, aunque el desarrollo generalizado de fusiles semiautomáticos después de la Segunda Guerra Mundial rápidamente hizo que los Mauser fueran adecuados solo para tareas de segunda línea.

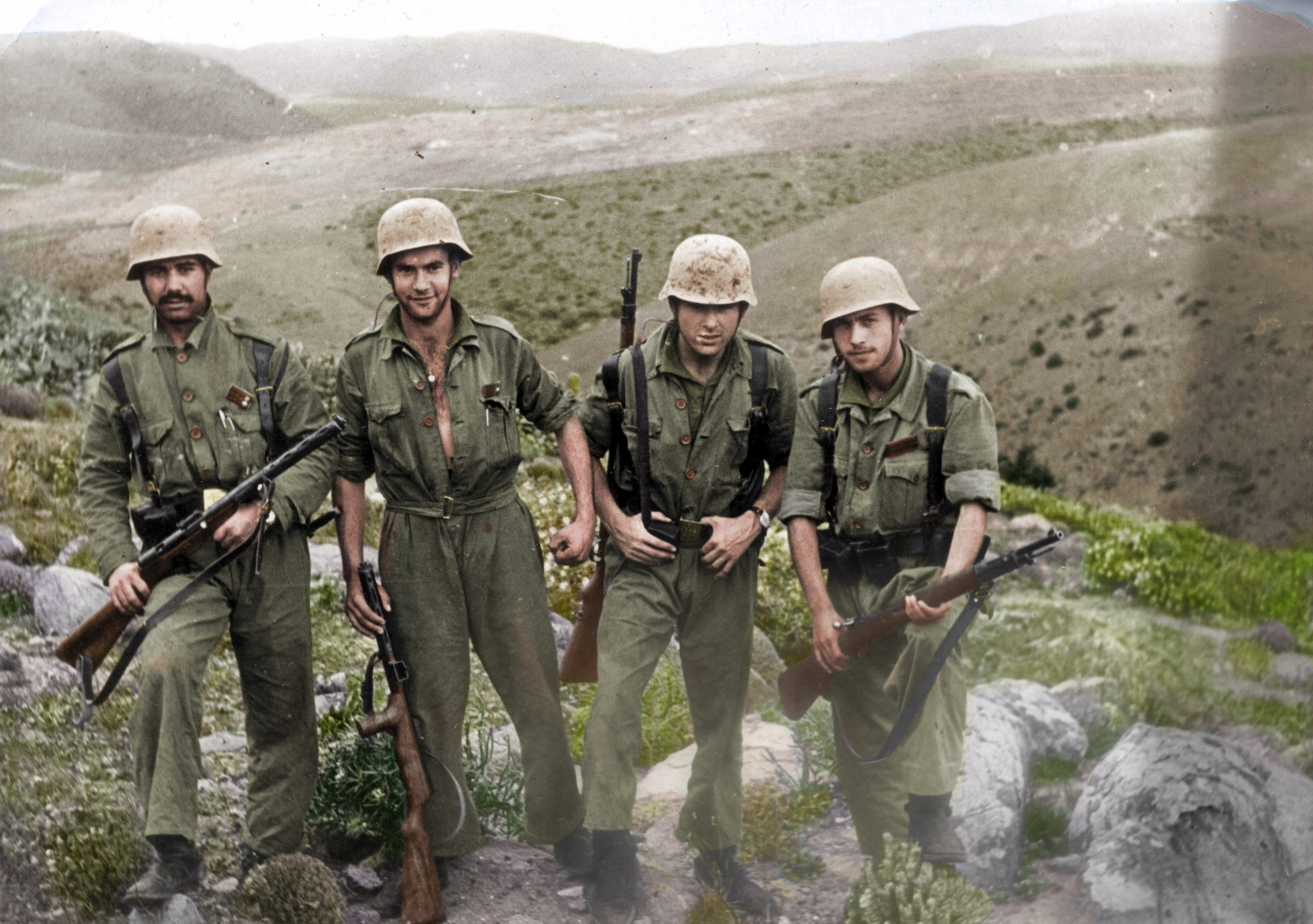
Soldados españoles en 1958, durante la guerra de Ifni.

Entre 1894 y 1899, Mauser fabricó aproximadamente 201.100 fusiles M1893 para el Imperio Otomano. El ejército otomano no suministró ampliamente el fusil a sus tropas, ni tampoco entrenó a quienes estaban equipados con él. Durante la guerra greco-turca de 1897, sólo una décima parte de los soldados otomanos estaban equipados con el fusil de cerrojo, y el resto llevaban fusiles obsoletos Snider-Enfield y Martini-Henry. Muchos de los M1893 (y otros modelos de fusiles modernos) adquiridos por el ejército otomano se guardaron en arsenales del gobierno en lugar de entregarlos a los soldados. Lo mismo siguió siendo cierto en las Guerras Balcánicas de 1912-1913. Los soldados otomanos, que normalmente estaban familiarizados con los viejos fusiles de avancarga, con frecuencia tenían problemas para operar el fusil. Los fusiles continuaron en servicio otomano durante la Primera Guerra Mundial.
También se vendió a Brasil un fusil Modelo M1893 ligeramente modificado, de calibre 7 mm y designado M1894. Producido en versión de fusil largo y carabina, fue utilizado durante la Guerra de Canudos en 1897 y más tarde durante la Guerra del Contestado junto con el Mauser Modelo 1908. Además, algunos fusiles largos M1893 y carabinas de caballería de 7,65 mm se fabricaron en la Fabrique Nationale para la Gendarmería belga, la Garde Civique y el Estado Libre del Congo después de 1894.

## Variantes

### Variante otomana

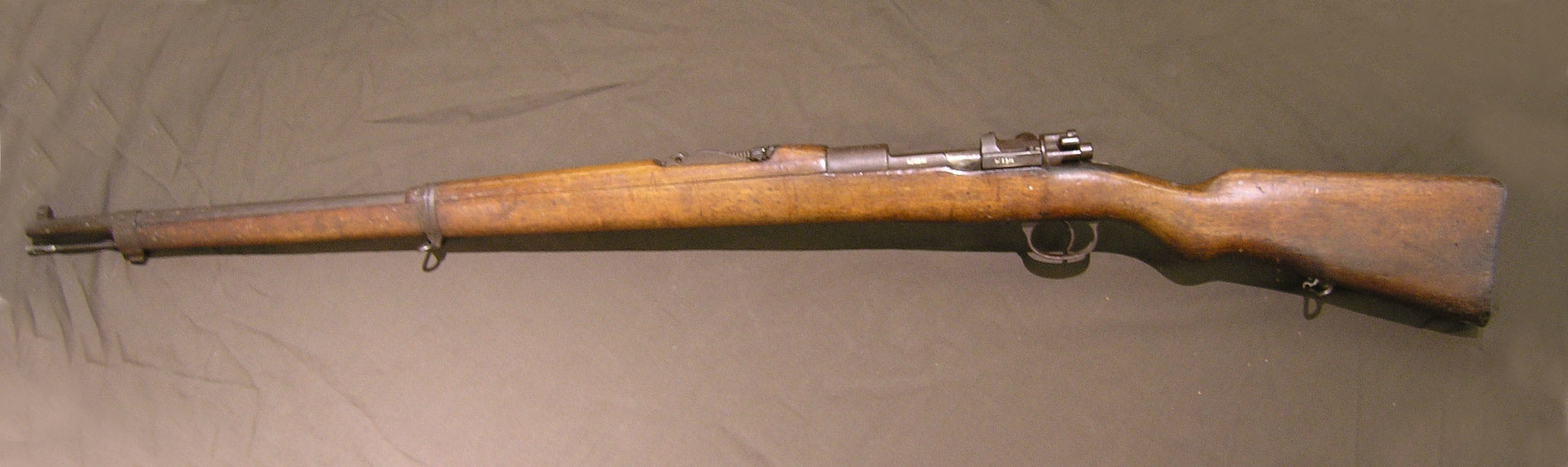
Un Mauser otomano de 1893, capturado durante la Primera Guerra Mundial y exhibido en el Museo de Auckland.

Cuando el Ejército Otomano se enteró del nuevo modelo español de 1893, encargó unos 200.000 fusiles con la misma configuración. Sus fusiles estaban calibrados para el cartucho argentino 7,65 x 54 y eran idénticos al modelo español, excepto por un obturador del depósito, que cuando se activaba solo permitía la alimentación y extracción de cartuchos individuales mientras que los cartuchos del depósito se mantenían en reserva,, y un cerrojo cilíndrico. En el riel de bayoneta encajaba la bayoneta M1890, que los otomanos ya habían adquirido en grandes cantidades. La mayoría de estos fusiles que todavía estaban en manos turcas fueron posteriormente recalibrados y modificados para disparar el más común y potente cartucho 7,92 x 57 Mauser después de que el ejército turco lo adoptase.

### Carabina española Modelo 1895

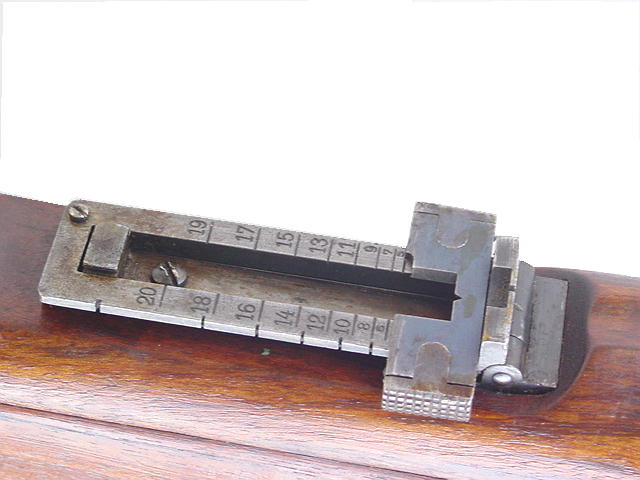
El alza de un Mauser 1893-1895.

El ejército español adoptó la carabina Modelo 1895 el 7 de mayo de 1895; esta era esencialmente un M1893 acortado, con un guardamanos que llegaba hasta la boca del cañón. Aunque la carabina lleva la designación de 1895, no incluía las mejoras realizadas en el M1895, y era esencialmente un M1893 acortado. Recibió la designación de 1895 ya que el Ejército español no aprobó la carabina para el servicio hasta ese año. Ludwig Loewe fabricó alrededor de 22.500 de las carabinas M1895 entre 1896 y 1897 antes de licenciar la producción a Fábrica de Armas, que construyó un número desconocido de fusiles entre 1898 y 1915, cuando la producción cambió al fusil corto Modelo 1916.
La carabina tenía una longitud total de 950 mm (37,4 pulgadas), con un cañón de 446 mm (17,55 pulgadas) y un guardamanos que se extendía hasta el final del cañón. La carabina pesaba entre 3,2 y 3,4 kg (7 y 7,5 libras) descargada. La carabina M1895 también se diferenciaba en algunos detalles menores, incluida el alza, que estaba graduada solo a 1.400 metros (4.600 pies), y la manija del cerrojo, que estaba doblada hacia abajo. Dado que la carabina estaba destinada a ser utilizada por la caballería, utilizaba una sola armella grande en la parte inferior de la empuñadura en lugar de las tradicionales armellas para correa portafusil. En 1896, el diseño se modificó ligeramente para agregar una armella de correa portafusil a la abrazadera del cañón y un soporte para correa portafusil en el lado izquierdo de la culata. A diferencia de los fusiles más largos, la abrazadera frontal del cañón no incluía un riel de bayoneta. Se recortó el lado izquierdo de la parte posterior del cajón de mecanismos para facilitar el uso de peines.

### Fusil corto español Modelo 1913

Mauser 1893 con bayoneta en un emblema militar español.

El fusil corto Modelo 1913 fue un desarrollo experimental para reemplazar al M1895, aunque era idéntico al M1895 en la mayoría de los aspectos. El fusil corto era un poco más corto que la carabina, con 940 mm (37,2 pulgadas) en total, aunque era un poco más pesado, con 3,23 kg (7,12 libras) descargado. Conservaba el cañón de la misma longitud y la misma acción, pero a diferencia del M1895, la abrazadera delantera del cañón incorporaba un riel de bayoneta para la espada-bayoneta M1893. El fusil fue suministrado en pequeñas cantidades para pruebas de campo a partir de 1914, pero pronto fueron reemplazados por el fusil corto Modelo 1916. Los M1913 supervivientes se entregaron a los cornetas de los escuadrones de caballería a partir del 2 de abril de 1918.

### Fusil corto español Modelo 1916

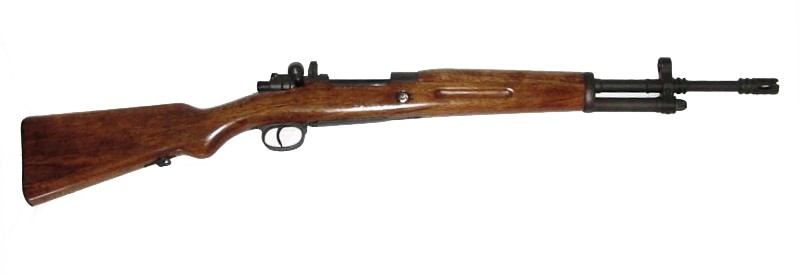
Mauser español FR8.

El fusil Modelo 1916 fue adoptado el 14 de noviembre de 1916 para reemplazar la carabina M1895, cuyos cañones cortos no estaban optimizados para aprovechar la mayor velocidad del cartucho M1913. Al igual que el M1913, se recortó el lado izquierdo posterio del cajón de mecanismos para facilitar la carga del peine, aunque se cortó completamente al ras de la culata. Se agregaron orificios de escape de gas al cerrojo y a la recámara para ventilar el exceso de gas en caso de fallo del casquillo del cartucho. También como el M1913, el fusil M1916 tenía un mango de cerrojo doblado, una culata de longitud completa con un riel para la espada-bayoneta M1913. A partir de 1913, se agregaron grandes orejetas protectoras al punto de mira. Estos fusiles tenían un cañón de 552 mm (21,75 pulgadas), aunque también se fabricó una versión de carabina con un cañón de 450 mm (17,7 pulgadas), aunque esta puede haber sido una versión experimental. El M1916 fue fabricado por Fábrica de Armas desde 1916 hasta 1951 e Industrias de Guerra de Cataluña desde 1936 hasta 1939.
A partir de 1943, muchos de los fusiles M1916 se recalibraron para disparar el cartucho 7,92 x 57 Mauser, más grande y potente, que España había adoptado ese año con el fusil M43. Algunos de estos fusiles recibieron nuevas culatas con empuñaduras de pistola y ranuras para los dedos en el guradamanos. En la década de 1950, muchos de los fusiles M1893 y M1916 se recalibraron para disparar el cartucho 7,62 x 51 OTAN. Estos fusiles conservaron sus culatas, guardamanos y accesorios originales, aunque algunos se convirtieron más al estándar del CETME FR-7, que recibió acciones reducidas, un cañón más corto de 470 mm (18,5 pulgadas) y alzas de apertura más modernas. Ambas versiones de los fusiles recalibrados se emplearon para entrenamiento militar y uso de la Guardia Civil, junto con el FR-8 CETMETON convertido de manera similar, que se basó en la acción del M43.